# Corpo de Bombeiros Militar do Estado do Amazonas
O Corpo de Bombeiros Militar do Estado do Amazonas (CBMAM) é uma Corporação cuja principal missão consiste na execução de atividades de Defesa Civil, Prevenção e Combate a Incêndios, Buscas, Salvamentos e Socorros Públicos no âmbito do Estado do Amazonas.É Força Auxiliar e Reserva do Exército Brasileiro, e integra o Sistema de Segurança Pública e Defesa Social do Brasil. Seus integrantes são denominados Militares dos Estados pela Constituição Federal de 1988, assim como os membros da Polícia Militar do Estado do Amazonas.

## Histórico
O Corpo de Bombeiros do Amazonas foi oficialmente criado em 1876, pela Portaria Provincial n° 268, de 11 de Julho.
Com a Proclamação da República registra-se a proposta do então Governador do Estado, Coronel Gregório Thaumaturgo de Azevedo, para a substituição do Batalhão Militar de Polícia (atual PMAM) por uma Guarda Republicana. Cita o documento: a "Companhia de Bombeiros deverá ter organização especial, separada da Guarda Republicana, e, além do serviço de extinção de incêndios que lhe compete por sua organização, se incumbirá como Corpo de Artífices de trabalhos públicos feitos de forma administrativa na Capital".
O Decreto n° 12, de 15 de dezembro de 1892, aprovou o Regulamento da Companhia de Bombeiros do Estado. 
Atualmente conta com 1.079 Bombeiros Militares em todo o Estado do Amazonas.
Em 26 de novembro de 1998, a partir da Emenda Constitucional nº 31 à Constituição do Estado do Amazonas o Corpo de Bombeiros Militar do Estado do Amazonas tornou-se independente da Polícia Militar, passando à categoria de órgão autônomo integrante do Sistema de Segurança Pública Estadual.